# Macleania stricta
Macleania stricta är en ljungväxtart som beskrevs av A. C. Smith. Macleania stricta ingår i släktet Macleania och familjen ljungväxter. Inga underarter finns listade i Catalogue of Life.